# Cethegus
Cethegus is een geslacht van spinnen uit de familie Dipluridae.

## Soorten
De volgende soorten zijn bij het geslacht ingedeeld:
- Cethegus barraba Raven, 1984
- Cethegus broomi (Hogg, 1901)
- Cethegus colemani Raven, 1984
- Cethegus daemeli Raven, 1984
- Cethegus elegans Raven, 1984
- Cethegus fugax (Simon, 1908)
- Cethegus hanni Raven, 1984
- Cethegus ischnotheloides Raven, 1985
- Cethegus lugubris Thorell, 1881
- Cethegus multispinosus Raven, 1984
- Cethegus pallipes Raven, 1984
- Cethegus robustus Raven, 1984